# Manic Pixie Dream Girl
"Manic Pixie Dream Girl" (MPDG) là một kiểu nhân vật thường thấy trong các phim nhựa. Nhà phê bình Nathan Rabin sau khi xem xong bộ phim Elizabethtown (2005) đã gọi nhân vật của Kirsten Dunst là một MPDG khi miêu tả đây là "thứ nhân vật sôi nổi và nông cạn chỉ có thể tồn tại duy nhất trong trí tưởng tượng quá nhạy bén của một vài đạo diễn hay biên tập viên, nhằm chỉ dạy những chàng trai trẻ giàu tâm hồn và đầy tham vọng biết cách hiểu cuộc sống cùng với những điều bí ẩn và những cuộc phiêu lưu bất tận của nó". Thông thường, MPDG được coi là để giúp những chàng trai trên thoát khỏi những thú vui riêng, và thường là kiểu nhân vật không chịu lớn, cụ thể hơn là những người đàn ông chưa trưởng thành về nhân cách.
"Manic Pixie Dream Girl" là một kiểu nhân vật đặc trưng của điện ảnh cùng với "Magical Negro" – một kiểu nhân vật da màu thường xuất hiện chỉ để giúp đỡ những vấn đề hay tạo nên những điều kỳ diệu cho nhân vật da trắng thống khổ. Trong cả hai trường hợp, kiểu nhân vật đều không có liên hệ với thực tế, và thường được tạo ra chỉ để giúp cho nhân vật chính có thể hiểu được bài học từ cuộc sống.

## Một vài ví dụ
MPDG thường là một nhân vật khá nổi bật song có tính cách bất thường và là một cô gái rất bạo dạn. Họ được xây dựng để có một mối quan tâm với mức độ khác nhau tới nhân vật nam chính. Điển hình của cách tạo dựng nhân vật này là vai diễn của Natalie Portman trong bộ phim Garden State (2004), đạo diễn bởi Zach Braff.
Rabin cho rằng nhân vật mà Katharine Hepburn đóng trong Bringing Up Baby (1938) là một trong những hình tượng đầu tiên của thể loại này, rồi sau đó là nhân vật của Audrey Hepburn trong Breakfast at Tiffany's (1961), nhân vật của Goldie Hawn trong Cactus Flower (1969) và Butterflies Are Free (1972) và cả nhân vật của Barbra Streisand trong What's Up, Doc? (1972). Gần đây, những vai diễn của Zooey Deschanel trong Yes Man (2008) và (500) Days of Summer (2009) cũng được gọi là MPDG.
Kênh Filmspotting từng lập một danh sách có tên "Top 5 Manic Pixie Dream Girls". Rabin cũng tham gia vào chương trình và lập một danh sách của riêng mình. Danh sách này bao gồm cả Catherine (Jeanne Moreau) trong Jules và Jim (1962), Jean (Barbara Stanwyck) trong The Lady Eve (1941), Sugar (Marilyn Monroe) trong Some Like It Hot (1959), và Gerry Jeffers (Claudette Colbert) trong The Palm Beach Story (1942). Một vài ví dụ khác đã từng được truyền thông đề cập có thể kể tới nhân vật của Jean Seberg trong Breathless (1960), thậm chí cả nhân vật Belle trong bộ phim hoạt hình Người đẹp và quái thú (1991), Maude trong Harold và Maude (1971), Penny Lane trong Almost Famous (2000), và Jane Margolis trong serie phim Breaking Bad.

## Phản biện
Nhân vật Clementine mà Kate Winslet đảm nhiệm trong bộ phim Eternal Sunshine of the Spotless Mind (2004) đã thừa nhận có khái niệm MPDG, song đã thẳng thừng bác bỏ điều đó khi tiếp xúc với nhân vật Joel (Jim Carrey): "Quá nhiều kẻ coi tôi là cô gái của đời họ, hay tôi có thể hoàn thiện họ, hay tôi có thể giúp họ tồn tại. Nhưng tôi chỉ là một đứa con gái bỏ đi đang cố đi tìm sự bình yên trong tâm hồn mình, vậy nên đừng có mong tôi thuộc về anh." Nhân vật nữ trong bộ phim Annie Hall (1977) cũng không phải là một MPDG cho dù cũng được nhiều người gọi như vậy bởi vì cô có một cuộc sống hoàn toàn độc lập với nhân vật nam chính.

## Phê bình và đánh giá
Trong buổi phỏng vấn với Vulture về bộ phim Ruby Sparks, nữ diễn viên kiêm biên tập viên Zoe Kazan cho rằng khái niệm này còn khá hạn chế, mang tính quy chụp và kì thị nữ giới. Cô cũng không đồng ý với ý kiến cho rằng nhân vật của Hepburn trong Bringing Up Baby là một MPDG: "Tôi cho rằng không thể gom tất cả vào một mối được. Kiểu phụ nữ nước đôi được cho vào đây sẽ làm hỏng hết khái niệm thống nhất."
Tháng 12 năm 2012, nhà phê bình Cammila Collar từ Allmovie đã gộp khái niệm này trong một khái niệm lớn hơn về những nhân vật nữ luôn quan tâm tới hạnh phúc của nhân vật nam, song không đề cập tới những vấn đề phức tạp của họ. Mặt hạn chế của định nghĩa này chính là việc nó hướng cho biên tập viên tạo dựng nên những nhân vật nữ không làm bất cứ việc gì khác ngoài động viên tinh thần của nhân vật nam mà họ quan tâm.